# Christoph Hessel
Christoph Hessel (* 20. April 1952 in Süßen) ist ein deutscher Grafiker.

## Leben
Christoph Hessel erhielt ab 1963 erster Zeichenunterricht durch die eigene Mutter. 1965 bis 1967 arbeitete er im Atelier von Ernst Geitlinger mit und erhielt von 1967 bis 1971 Privatunterricht bei Peter Collien. Von 1973 bis 1979 studierte er an der Akademie der Bildenden Künste München bei den Professoren Mac Zimmermann (Freie Malerei und Druckgraphik, bis 1978) und Horst Sauerbruch (Kunsterziehung). Er arbeitete bis zu seiner Pensionierung als Kunsterzieher, zuletzt am Wittelsbacher-Gymnasium in München. Er ist langjähriges Mitglied im Verein für Original-Radierung, dessen 2. Vorsitzender er von 1994 bis 2017 war.

## Werk
Christoph Hessel ist in erster Linie Radierer. Er arbeitete neben seiner Anstellung als Lehrer immer auch freiberuflich. Er ist für seine großformatigen und meist farbigen Radierungen bekannt, in denen er alle Varianten dieser Drucktechnik anwendet. Oft entstehen die Motive gerade aus dem technischen Experiment, auch wenn er immer schon gegenständlich blieb. Seine frühen Bilder sind dem Surrealismus seines Lehrers Mac Zimmermann verpflichtet. Seit den 1980er Jahren werden die Motive gerne zu kaum durchdringbaren Konglomeraten aus Figuren, Formen und Erzählungsfetzen.

## Auszeichnungen
- 1982: Förderpreis für Bildende Kunst der Landeshauptstadt München für Grafik

## Werke in öffentlichen Sammlungen
- Albertina, Wien
- Artothek München
- Literaturmuseum, Hermann-Burger-Archiv, Bern
- Museo Kantonale, Uelli und Richard Seewald-Stiftung, Ascona
- Annenhalle Lübeck, Donation Rüxleben
- Staatliche Graphische Sammlung München
- Staatliche Sammlungen Schloss Burgk
- Städtisches Museum, Bern
- Wienmuseum, Wien
- Stadtarchiv Süßen

## Illustrationen / Künstlerbücher
- Filemon Faltenreich. Text: Michael Ende. Thienemanns-Verlag, Stuttgart 1982.
- Piatnik Dich doch selber. Bären Presse, Bern 1990.
- Dagoberto dobradura. Martins Fontes, São Paulo 1998.
- Nelle, eine Biografie in sieben Episoden. Bären Presse, Bern 2000.
- André Breton: Nadja. Bern: Bären Presse, Bern 2006.
- Die neuen Nothelfer. Text: Jürgen Bulla. Black Ink, München 2011.
- Hotel Gabi. Bären Presse, Bern 2014.